# Bóng đá tại Đại hội Thể thao Đông Nam Á 1995
Môn bóng đá tại Đại hội Thể thao Đông Nam Á 1995 bao gồm bóng đá nam và bóng đá nữ. Nội dung bóng đá nam diễn ra từ ngày 4 tháng 12 đến ngày 16 tháng 12 năm 1995 và nội dung bóng đá nữ diễn ra từ ngày 3 tháng 12 đến ngày 13 tháng 12 năm 1995. Các trận đấu được tổ chức tại Chiang Mai và Lamphun, Thái Lan. Đây là lần đầu tiên có đầy đủ 10 đội tuyển của 10 quốc gia trong khu vực Đông Nam Á tham dự.

## Lịch thi đấu
Dưới đây là lịch thi đấu cho môn bóng đá.
| G | Vòng bảng | ½ | Bán kết | B | Tranh huy chương đồng | F | Chung kết |

| Nội dung | CN 3 | T2 4 | T3 5 | T4 6 | T5 7 | T6 8 | T7 9 | CN 10 | T2 11 | T3 12 | T4 13 | T4 13 | T5 14 | T6 15 | T7 16 | T7 16 |
| -------- | ---- | ---- | ---- | ---- | ---- | ---- | ---- | ----- | ----- | ----- | ----- | ----- | ----- | ----- | ----- | ----- |
| Nam      |      | G    |      | G    |      | G    |      | G     |       | G     |       |       | ½     |       | B     | F     |
| Nữ       | G    |      | G    |      | G    |      | G    |       | G     |       | B     | F     |       |       |       |       |

## Địa điểm
Tổng cộng ba địa điểm đã được sử dụng cho giải đấu. Sân vận động chính thuộc Khu liên hợp thể thao Chiang Mai là nơi diễn ra hầu hết các trận đấu của nam và một số trận đấu của nữ, bao gồm các trận đấu tranh huy chương vàng. Sân vận động tỉnh Lamphun ở Lamphun chỉ được sử dụng cho các trận bóng đá nam ở vòng bảng, trong khi sân vận động huyện San Pa Tong ở Chiang Mai chỉ được sử dụng cho phần lớn các trận đấu của nội dung nữ.
| Chiang MaiLamphunBóng đá tại Đại hội Thể thao Đông Nam Á 1995 (Thái Lan) | Chiang Mai                   | Chiang Mai                     |
| ------------------------------------------------------------------------ | ---------------------------- | ------------------------------ |
| Chiang MaiLamphunBóng đá tại Đại hội Thể thao Đông Nam Á 1995 (Thái Lan) | Sân vận động kỷ niệm 700 năm | Sân vận động huyện San Pa Tong |
| Chiang MaiLamphunBóng đá tại Đại hội Thể thao Đông Nam Á 1995 (Thái Lan) | Sức chứa: 25.000             | Sức chứa: N/A                  |
| Chiang MaiLamphunBóng đá tại Đại hội Thể thao Đông Nam Á 1995 (Thái Lan) | không khung                  |                                |
| Chiang MaiLamphunBóng đá tại Đại hội Thể thao Đông Nam Á 1995 (Thái Lan) | Lamphun                      |                                |
| Chiang MaiLamphunBóng đá tại Đại hội Thể thao Đông Nam Á 1995 (Thái Lan) | Sân vận động tỉnh Lamphun    |                                |
| Chiang MaiLamphunBóng đá tại Đại hội Thể thao Đông Nam Á 1995 (Thái Lan) | Sức chứa: 5.000              |                                |
| Chiang MaiLamphunBóng đá tại Đại hội Thể thao Đông Nam Á 1995 (Thái Lan) | không khung                  |                                |

## Các quốc gia tham dự
| Quốc gia               | Nam | Nữ  |
| ---------------------- | --- | --- |
| Brunei                 | Yes | No  |
| Campuchia              | Yes | No  |
| Indonesia              | Yes | No  |
| Lào                    | Yes | No  |
| Malaysia               | Yes | Yes |
| Myanmar                | Yes | Yes |
| Philippines            | Yes | Yes |
| Singapore              | Yes | Yes |
| Thái Lan               | Yes | Yes |
| Việt Nam               | Yes | No  |
| Tổng cộng: 10 quốc gia | 10  | 5   |

## Giải đấu nam

### Vòng bảng
Mười đội tuyển được chia thành hai bảng năm đội thi đấu vòng tròn một lượt. Mỗi bảng chọn hai đội đứng đầu vào bán kết.

#### Bảng A
| VT | Đội          | ST | T | H | B | BT | BB | HS  | Đ  | Giành quyền tham dự     |
| -- | ------------ | -- | - | - | - | -- | -- | --- | -- | ----------------------- |
| 1  | Thái Lan (H) | 4  | 3 | 1 | 0 | 14 | 2  | +12 | 10 | Vòng đấu loại trực tiếp |
| 2  | Việt Nam     | 4  | 3 | 0 | 1 | 8  | 3  | +5  | 9  | Vòng đấu loại trực tiếp |
| 3  | Indonesia    | 4  | 2 | 0 | 2 | 14 | 3  | +11 | 6  |                         |
| 4  | Malaysia     | 4  | 1 | 1 | 2 | 9  | 5  | +4  | 4  |                         |
| 5  | Campuchia    | 4  | 0 | 0 | 4 | 0  | 32 | −32 | 0  |                         |

#### Bảng B
| VT | Đội         | ST | T | H | B | BT | BB | HS | Đ | Giành quyền tham dự     |
| -- | ----------- | -- | - | - | - | -- | -- | -- | - | ----------------------- |
| 1  | Myanmar     | 4  | 3 | 0 | 1 | 9  | 5  | +4 | 9 | Vòng đấu loại trực tiếp |
| 2  | Singapore   | 4  | 2 | 2 | 0 | 10 | 4  | +6 | 8 | Vòng đấu loại trực tiếp |
| 3  | Lào         | 4  | 2 | 1 | 1 | 4  | 1  | +3 | 7 |                         |
| 4  | Philippines | 4  | 1 | 0 | 3 | 2  | 9  | −7 | 3 |                         |
| 5  | Brunei      | 4  | 0 | 1 | 3 | 2  | 8  | −6 | 1 |                         |

### Vòng đấu loại trực tiếp
|  | Bán kết                  | Bán kết  |                            |   | Trận tranh huy chương vàng | Trận tranh huy chương vàng |
|  |                          |          |                            |   |                            |                            |
|  | 14 tháng 12 – Chiang Mai |          |                            |   |                            |                            |
|  |                          |          |                            |   |                            |                            |
|  | Thái Lan                 | 1        |                            |   |                            |                            |
|  | Thái Lan                 | 1        | 16 tháng 12 – Chiang Mai   |   |                            |                            |
|  | Singapore                | 0        |                            |   |                            |                            |
|  | Singapore                | 0        | Thái Lan                   | 4 |                            |                            |
|  | 14 tháng 12 – Chiang Mai |          | Thái Lan                   | 4 |                            |                            |
|  |                          | Việt Nam | 0                          |   |                            |                            |
|  | Myanmar                  | Việt Nam | 0                          | 1 |                            |                            |
|  | Myanmar                  |          |                            | 1 |                            |                            |
|  | Việt Nam (s.h.p.)        | 2        |                            |   |                            |                            |
|  | Việt Nam (s.h.p.)        | 2        | Trận tranh huy chương đồng |   |                            |                            |
|  |                          |          |                            |   |                            |                            |
|  | 16 tháng 12 – Chiang Mai |          |                            |   |                            |                            |
|  |                          |          |                            |   |                            |                            |
|  | Singapore                | 1        |                            |   |                            |                            |
|  | Singapore                | 1        |                            |   |                            |                            |
|  | Myanmar                  | 0        |                            |   |                            |                            |

### Huy chương vàng
| Bóng đá nam Đại hội Thể thao Đông Nam Á 1995 |
| -------------------------------------------- |
| · Thái Lan · Lần thứ 7                       |

## Giải đấu nữ

### Vòng bảng
| VT | Đội          | ST | T | H | B | BT | BB | HS  | Đ  | Giành quyền tham dự        |
| -- | ------------ | -- | - | - | - | -- | -- | --- | -- | -------------------------- |
| 1  | Thái Lan (H) | 4  | 3 | 1 | 0 | 15 | 3  | +12 | 10 | Trận tranh huy chương vàng |
| 2  | Malaysia     | 4  | 2 | 1 | 1 | 7  | 4  | +3  | 7  | Trận tranh huy chương vàng |
| 3  | Myanmar      | 4  | 1 | 2 | 1 | 8  | 9  | −1  | 5  | Trận tranh huy chương đồng |
| 4  | Philippines  | 4  | 1 | 2 | 1 | 3  | 9  | −6  | 5  | Trận tranh huy chương đồng |
| 5  | Singapore    | 4  | 0 | 0 | 4 | 1  | 9  | −8  | 0  |                            |

### Vòng đấu loại trực tiếp

#### Tranh huy chương đồng
| Đội 1   | Tỉ số | Đội 2       |
| ------- | ----- | ----------- |
| Myanmar | Hủy   | Philippines |

Myanmar giành huy chương đồng chung cuộc. Chưa rõ lý do trận đấu không được tổ chức.

#### Tranh huy chương vàng
| Đội 1    | Tỉ số | Đội 2    |
| -------- | ----- | -------- |
| Thái Lan | 1–0   | Malaysia |

### Huy chương vàng
| Bóng đá nữ Đại hội Thể thao Đông Nam Á 1995 |
| ------------------------------------------- |
| · Thái Lan · Lần thứ 2                      |

## Tóm tắt huy chương

### Bảng huy chương
| Hạng               | Đoàn               | Vàng | Bạc | Đồng | Tổng số |
| ------------------ | ------------------ | ---- | --- | ---- | ------- |
| 1                  | Thái Lan (THA)     | 2    | 0   | 0    | 2       |
| 2                  | Malaysia (MAS)     | 0    | 1   | 0    | 1       |
| 2                  | Việt Nam (VIE)     | 0    | 1   | 0    | 1       |
| 4                  | Myanmar (MYA)      | 0    | 0   | 1    | 1       |
| 4                  | Singapore (SGP)    | 0    | 0   | 1    | 1       |
| Tổng số (5 đơn vị) | Tổng số (5 đơn vị) | 2    | 2   | 2    | 6       |

### Danh sách huy chương
| Nội dung | Vàng | Bạc | Đồng |
| -------- | --- | --- | --- |
| Nam      | Thái Lan (THA) · Pattanapong Sripramote · Jakarat Tonhongsa · Sirisak Kadalee · Natee Thongsookkaew · Sumet Akarapong · Natipong Sritong-In · Tawan Sripan · Phanuwat Yinphan · Surachai Jaturapattarapong · Kiatisuk Senamuang · Vithoon Kijmongkolsak · Surachai Jirasirichote · Rungphet Charoenvong · Chukiat Noosarung · Nipon Malanont · Kowit Poytong · Kritsada Piandit · Wacharapong Somcit · Sanor Longsawang · Cherdchai Suwannang | Việt Nam (VIE) · Trần Quan Huy · Nguyễn Văn Cường · Lê Huỳnh Đức · Nguyễn Chí Bảo · Lê Đức Anh Tuấn · Võ Hoàng Bửu · Nguyễn Hồng Sơn · Trịnh Tấn Thành · Nguyễn Liêm Thanh · Trần Minh Chiến · Huỳnh Quốc Cường · Nguyễn Hữu Đang · Trần Thanh Nhạc · Nguyễn Mạnh Cường · Lư Đình Tuấn · Nguyễn Hữu Thắng · Đỗ Văn Khải · Nguyễn Hoàng Anh Dũng · Trần Công Minh | Singapore (SGP) · David Lee · Rezan Hassan · Kadir Yahaya · Lim Tong Hai · Borhan Abu Samah · Aide Iskandar · Zulkarnaen Zainal · Rudy Khairon · Samawira Basri · Malek Awab · Zakaria Awang · Nazri Nasir · Rafi Ali · Nahar Daud · Tamil Marren · Lee Man Hon · Fandi Ahmad · V. Selvaraj |
| Nữ       | Thái Lan (THA) | Malaysia (MAS) | Myanmar (MYA) |